# 微球黑粉菌科
微球黑粉菌科（学名：Microbotryaceae）为微球黑粉菌目的一个科。此科的模式属为微球黑粉菌属(Microbotryum)。

## 下级分类
- Bauerago
- 微球黑粉菌属 Microbotryum
- Sphacelotheca
- Zundeliomyces